# Sperlinga
Sperlinga é uma comuna italiana da região da Sicília, província de Enna, com cerca de 963 habitantes. Estende-se por uma área de 58 km², tendo uma densidade populacional de 17 hab/km². Faz fronteira com Gangi (PA), Nicosia.
Pertence à rede de Aldeias mais bonitas de Itália.
O fundador e construtor de toda a aldeia de Sperlinga era o Príncipe Giovanni Natoli (Nanteuil) em 1597, antes de Sperlinga era apenas um castelo defensivo.

## Demografia
| Variação demográfica do município entre 1861 e 2011                               |
|                                                                                   |
| Fonte: Istituto Nazionale di Statistica (ISTAT) - Elaboração gráfica da Wikipedia |